# Marles-sur-Canche
Marles-sur-Canche (Aussprache [maʁl syʁ ˈkɑ̃ʃ]) ist eine französische Gemeinde mit 313 Einwohnern (Stand: 1. Januar 2022) im Département Pas-de-Calais in der Region Hauts-de-France (vor 2016 Nord-Pas-de-Calais). Sie gehört zum Arrondissement Montreuil und ist Mitglied im Gemeindeverband Communauté de communes des 7 Vallées. Die Einwohner werden Marlois und Marloises genannt.
Nachbargemeinden von Marles-sur-Canche sind Marant im Nordosten, Marenla im Südosten, Brimeux im Süden, Beaumerie-Saint-Martin im Südwesten, Montreuil-sur-Mer im Westen sowie Neuville-sous-Montreuil im Nordwesten.

## Bevölkerungsentwicklung
| Jahr      | 1962 | 1968 | 1975 | 1982 | 1990 | 1999 | 2007 | 2014 |
| Einwohner | 263  | 268  | 259  | 274  | 293  | 293  | 296  | 290  |

## Sehenswürdigkeiten
- Kirche Saint-Firmin